# Auersbach (Feldbach)
Auersbach è una frazione di 880 abitanti del comune austriaco di Feldbach, nel distretto di Südoststeiermark, in Stiria. Già comune autonomo, il 1º gennaio 2015 è stato aggregato a Feldbach assieme agli altri comuni soppressi di Gniebing-Weißenbach, Gossendorf, Leitersdorf im Raabtal, Mühldorf bei Feldbach e Raabau.